# Clos Saint Landelin
Clos Saint Landelin est un domaine viticole produisant principalement des alsace grand cru vorbourg situé à Rouffach en Alsace, au Sud de Colmar.

## Historique
Landelin, moine irlandais, était venu en évangélisateur dans le Pays de Bade (Allemagne) au VIIe siècle. Il fut assassiné vers 640. Selon la légende, quatre sources auraient jailli à l'endroit du crime. Sur la tombe du martyr se seraient produits plusieurs miracles. Ceci engagea quelques moines à s'établir à proximité. Un premier couvent, appelé Mönchzell, fut construit vers 725.
Heddon (734-776), évêque de Strasbourg, fut le réorganisateur de ce couvent de Mönchzell "Cella monachorum" fondé en l'honneur de Saint Landelin sur la rive droite du Rhin. Il érigea un second couvent, plus grand, à quelque distance du premier. En souvenir de son bienfaiteur, le couvent fut nommé Ettenheimmünster (du latin Ettonis monasterium qui signifie le monastère d'Heddon). Le monastère fut doté de biens situés à Rouffach, parmi lesquels se trouvaient des vignes. Ces biens furent appelés le "praedium sancti Landelini", le bien Saint Landelin,.
Certaines de ces parcelles de vignes sont situées dans les anciens lieux-dits Altengassen, Vorberg — nom d'origine de l'actuel grand cru Vorbourg —, Rothengarten et Mannberg.
Le livre Liber Vitae, écrit entre 1250 et 1372, et qui contient les dons et legs faits au profit de l'église Notre-Dame de Rouffach, cite des vignes situées près de parcelles du « Bien Saint Landelin » et près de la Fontaine Landelin. D'après les anciens plans cadastraux de Rouffach, la Fontaine Landelin se situe au lieu-dit Hauhl, aujourd'hui Clos Saint Landelin. Elle coule toujours au pied de ce vignoble.
En 1409, la famille Berler de Rouffach était devenue bénéficiaire à titre d'emphytéose du Bien Saint Landelin, qui resta propriété ecclésiastique jusqu'à la Révolution française.
Après 1871, l'Alsace a été intégrée à l'empire allemand. Le Dr Wolfgang Weber, l'un des pionniers de la viticulture alsacienne, acheta les différentes parcelles de vignes constituant aujourd'hui le Clos Saint Landelin. Il remet en valeur le vignoble en construisant des murs de soutènement en pierres sèches,.

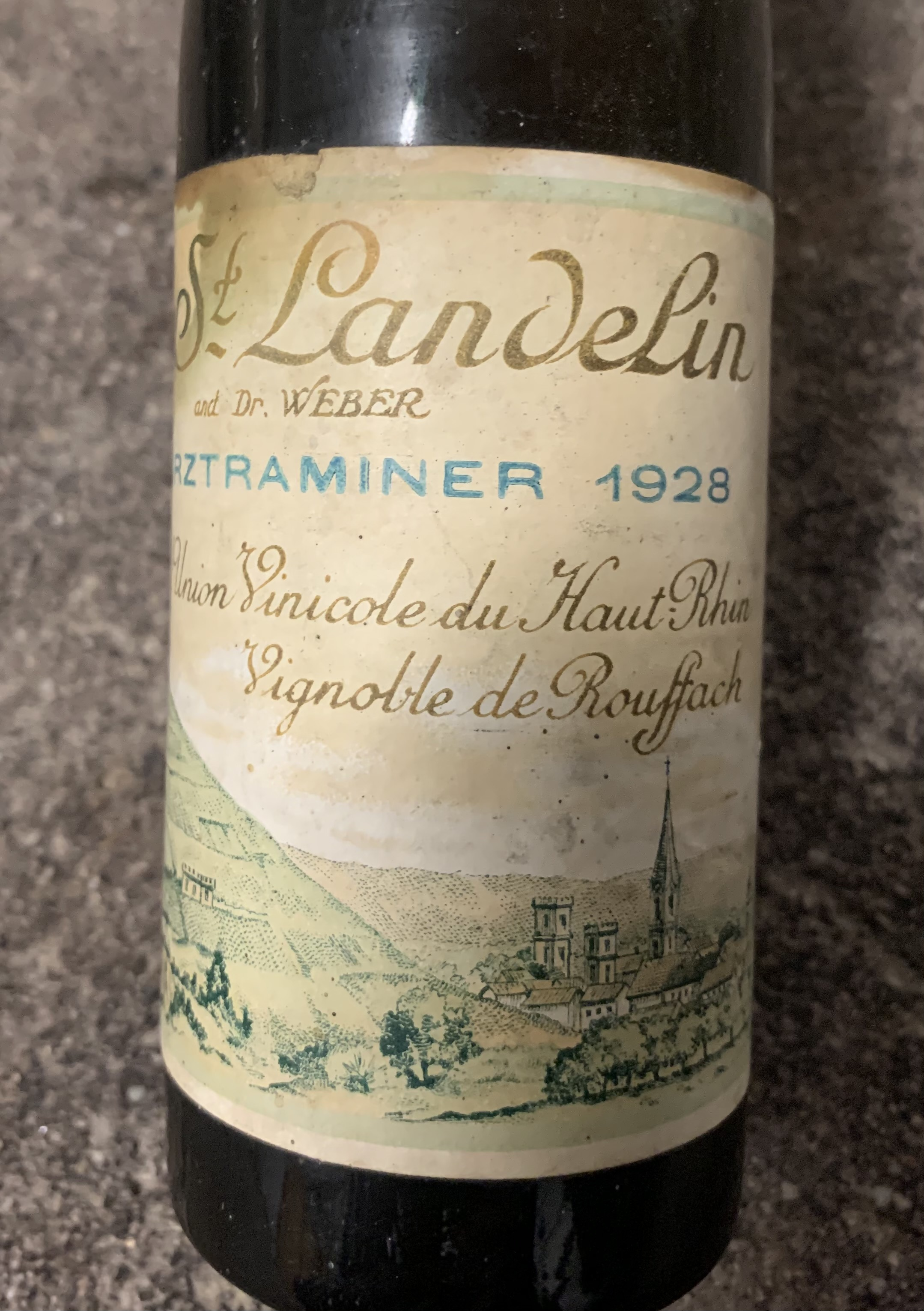
Bouteille de Clos Saint Landelin 1928.

En 1918, après le départ des Allemands, le domaine a été mis sous séquestre par l'administration française. Il fut acquis en 1923 par Alfred Erny, industriel à Soultzmatt. Il commercialisa les vins en bouteilles sous l'appellation Clos Saint Landelin. Il sut avantageusement continuer l’œuvre du Dr Weber, ceci pendant sept ans. En 1929, il céda le vignoble du Clos Saint Landelin, avec les stocks en fûts et en bouteilles, à l'Union Vinicole du Haut-Rhin de Colmar.
En 1935, Alfred Muré, issu d'une famille de vignerons dont l'origine remonte à 1650 à Westhalten, acheta le domaine. Il bénéficia de l'aide financière de son cousin, Joseph Butterlin. L'usage de la dénomination « Clos Saint Landelin », sous laquelle les vins étaient commercialisés jusqu'alors, faisait partie de la vente. Depuis cette date le vignoble est entre les mains de la famille Muré. Actuellement, ce sont les arrière-petits-enfants d'Alfred, Véronique et Thomas Muré, qui exploitent le Clos Saint Landelin.

## Vignoble et vins
Situé en Alsace, à Rouffach, le Clos Saint Landelin, monopole de la famille Muré, s’étend sur une surface de 12 hectares. Il constitue l’extrémité sud du grand cru Vorbourg.
Situé en sortie de vallée, il est exposé plein sud et bénéficie d’un excellent ensoleillement jusqu’en fin de journée. Les vents du nord et d’ouest assurent un bon état sanitaire jusqu’aux vendanges. Ses pentes abruptes nécessitent la culture en terrasses. Le sol est marno-calcaire ; il est caillouteux. Le sous-sol est formé de conglomérats de l’Oligocène à galets de calcaire oolithique. Le vignoble est cultivé suivant les principes de l'agriculture biodynamique. Les plantations de vignes se font à une densité élevée, à près de 9 000 pieds à l’hectare.
Tous ces éléments en font un terroir d’une grande typicité.
Les vins sont vinifiés par Véronique et Thomas Muré, au domaine du Clos Saint Landelin à Rouffach.

## Cépages cultivés
Les cépages cultivés sont le pinot noir, le riesling, le gewurztraminer, le pinot gris, le muscat et le sylvaner. Ces cépages sont greffés principalement sur le porte-greffe 34 EM. Une expérimentation du cépage syrah est menée dans le cadre du réchauffement climatique.